# Jelinit
Jelinit (auch Kansas-Bernstein) ist die Bezeichnung für kreidezeitlichen Bernstein aus dem Gebiet von Ellsworth County (Kansas). Die Benennung erfolgte zu Ehren des Sammlers und Entdeckers der Fundstelle dieses Bernsteinvorkommens George Jelinek. Der ursprünglich von Buddhue (1938) vorgeschlagene Name Kansasit wird heute nicht mehr verwendet.

## Fundgebiet und Geologie
George Jelinek fand den Bernstein 1937/1938 in einem Aufschluss an der Basis des vorspringenden aus Schiefer und Sandstein bestehenden Kliffs des Smoky Hill River unweit von Ellsworth County. Der Fundort liegt heute unter dem Wasserspiegel des 1948 entstandenen Kanopolis-Stausees und ist daher nicht mehr zugänglich. Zeitnah zum Erstfund durchgeführte geologische Untersuchungen deuten auf ein kreidezeitliches Alter des Bernsteins (ca. 100 Mio. Jahre). Bei dem Sediment, in dem der Bernstein gefunden wurde, handelt es sich sehr wahrscheinlich um Lagen des Kiowa-Schiefer (Albium oder Cenomanium).

## Merkmale des Jelinit
Jelinit ist spröde und hat einen muscheligen Bruch. Bei den Fundstücken handelt es sich meist um kleine, abgeflachte Kugeln. Die Mohs’sche Härte liegt zwischen 2,5 und 3. Das spezifische Gewicht beläuft sich auf 1,05 bis 1,06. Die Oberfläche wird durch Beträufeln mit Ether weich und löst sich in geringem Umfang auf. Das Harz reagiert nicht auf Salpetersäure, Essigsäure, verdünntes Kaliumhydroxid, 28%iges Ammoniumhydroxid oder Aceton. Geschmolzener Jelinit ergibt ein braunes Öl. Für die Schmuckherstellung ist der Bernstein nicht geeignet.

## Botanische Herkunft
Das IR-Spektrum des Jelinit ähnelt den Spektren verschiedener anderer kreidezeitlicher und tertiärer Bernsteinvorkommen (u. a. Chemawinit, Ambrit, Ajkait, Walchowit). Diese Spektren weisen ein hohes Maß an Übereinstimmung mit denen des Harzes der rezenten Agathis australis auf. Dies wiederum deutet auf einen botanischen Ursprung des Jelinits in einem Baum aus der heute in der nördlichen Hemisphäre nicht mehr vorkommenden Familie der Araucariaceae.

## Organische Einschlüsse
Neben Pollen von Koniferen wurden verschiedene aquatische Mikroorganismen identifiziert, die auf einen sumpfbewohnenden Harzproduzenten deuten.